# Хенри III (Англия)
Хенри III (на английски: Henry III of England; на френски: Henri III d'Angleterre) е крал на Англия, лорд на Ирландия и херцог на Аквитания в периода от 1216 до смъртта си през 1272 г.

## Крал на Англия

### Регентство (1216 – 1232)
Той е първият крал на Англия, коронясан малолетен. Хенри се възкачва на трона само на 9 години, веднага след смъртта на баща си Джон Безземни през октомври 1216 г. Между 1202 и 1204 г. баща му води редица неуспешни войни с Франция и изгубва много владения на английската корона на континента. Така Хенри започва царуването си в момент, в който северът на Англия се контролира от бароните, а югоизтокът от френския престолонаследник Луи. Под властта на малолетния крал остават само Централна и Югозападна Англия и Поату и Гаскония на континента. Бароните се сплотяват под ръководството на първия от регентите на Хенри – Уилям Маршал, граф Пемброук, и през 1217 г. прогонват Луи от Англия. Маршал управлява до смъртта си през 1219 г. Друг от регентите, Хюбърт де Бърг, управлява до деня, в който Хенри навършва 25-годишна възраст и се заема с кралските дела.
По време на малолетието на Хенри бароните се придържат към идеята за ограничена кралска власт и на няколко пъти преиздават Великата харта на свободите. Появява се и прослойката на свободните селяни, която също иска защита от кралска власт. Бароните настояват и за участите в държавните дела, като искат да бъдат обединени в кралски съвет. По този начин благородниците искат да придобият контрол върху държавната политика и най-вече върху назначаването на чиновници в управлението. Хазната и върховният съд са отделени от останалата част на правителството, за да се попречи на краля да действа безотговорно. Национализмът в Англия в онези времена се проявява като опозиция на действията на Хенри. Той разгневява бароните, назначавайки на държавни постове чужденци. Пиер дьо Рош, епископ на Уинчестър и учител на Хенри като малък, въвежда в държавното управление доста французи от Поату. Вследствие на близките връзки на Хенри с Рим, в Англия се появяват и много италианци. Господството на Хенри съвпада с разширяването на папската власт. От Англия се очаква да финансира част от безбройните папски чиновници и да предостави енории на италианците, живеещи навън. Съгласието на Хенри с папските искания води до протести, като местното духовенство заявява, че няма свободни места за духовници в страната.

### Самостоятелно управление (1232 – 1272)
През 1258 г. Хенри налага прекомерни данъци, за да плати дълговете си за войната в Уелс, неуспешните военни кампании във Франция и църковното си строителство. Глупавата дипломация и военните поражения принуждават Хенри да се откаже от всичките си владения във Франция, с изключение на Гаскония. Когато той приема да погаси папските дългове за войната в Сицилия, бароните искат реформи и кралят не е способен да им се противопостави. Той е принуден да се съгласи с Оксфордските провизии. Съгласно този документ се създава Съвет от 15 души, който трябва да одобрява всяко действие на краля и да е запознат с всичките дела на монарха. Бароните поемат контрола върху всяко звено на правителството, но постепенно се поддават на дребни дрязги и Оксфордските провизии имат приложение само няколко години. Хенри утвърждава властта си, отричайки Оксфордските провизии, което води до избухване на Гражданска война през 1264 г. Едуард Дългокракият – принц на Уелс и най-голям син на Хенри, ръководи кралските войски, докато опозиционните сили са командвани от Симон дьо Монфор – сват на Хенри. Монфор побеждава Едуард и пленява Хенри III и принц Едуард и придобива контрола върху правителството. Монфор придобива абсолютната власт след пленяването на Хенри. Бароните го поддържат заради роднинството му с краля и поддръжката му за Оксфордските провизии. Монфор избира Съвет на 9-те, в който включва името на краля. През 1264 г. той призовава рицарите, духовниците от всяко графство и благородниците да образуват ранен Парламент. През 1265 г. поканва и гражданите от избраните градове. Последната сесия на този Парламент е предтеча към двата му днешни елемента: Камара на лордовете и Камара на общините.
През 1265 г. Симон дьо Монфор губи поддръжката на един от най-мощните барони-графа на Глостър, а Уелския принц Едуард успява да избяга от плен. Едуард и Глостър събират армия и при Ившам Едуард побеждава Монфор. Монфор е убит и Хенри е пуснат от плен. Хенри си връща властта, но остатъкът от царуването му истинската власт се осъществява от Едуард.
След 56-годишно царуване Хенри умира през 1272 г. Въпреки че Хенри се проваля като крал и войник, неговото царуване играе важна роля във формирането на виждането на англичаните кралската власт да бъде ограничена със закон.